# Les Hauts-de-Vingeanne
Ancienne commune de la Haute-Marne, la commune des Hauts-de-Vingeanne a existé de 1972 à 1985. Elle a été créée en 1972 par la fusion des communes de Baissey et de Leuchey. En 1985 elle a été supprimée et les deux communes constituantes ont été rétablies.